# Бургеј
Бургеј (фр. Bourgueil) је насељено место у Француској у региону Центар, у департману Ендр и Лоара.
По подацима из 2011. године у општини је живело 3872 становника, а густина насељености је износила 117,51 становника/km².

## Демографија
| 1990. | 2011. |
| ----- | ----- |
| 4.001 | 3.872 |